# Dongtan, Hwaseong
Thành phố mới Dongtan là kế hoạch xây dựng các công trình trên đất nền 9,036,055m² của Hwaseong, Hàn Quốc.

## Liên kết
- Songdo New Dongtan City Official Website Lưu trữ ngày 3 tháng 12 năm 2013 tại Wayback Machine